# الطريق إلى يو إف سي الموسم 2
الطريق إلى يو إف سي الموسم 2 (بالإنجليزية: Road to UFC Season 2) هي دورة 2023 من الطريق إلى يو إف سي، وهي سلسلة أحداث للفنون القتالية المختلطة يتنافس فيها أفضل مقاتلي الفنون القتالية المختلطة الآسيويين للفوز بعقود مع يو إف سي.

## وصلات خارجية
- الطريق إلى يو إف سي